# فرنك
| الفرنك                              | الفرنك                            |
| ----------------------------------- | --------------------------------- |
| 1 Swiss franc 1983 obverse          | 1 Swiss franc 1983 reverse        |
| فرنك سويسري سنة 1983                |                                   |
| 1 French franc 1991 coin obverse    | 1 French franc 1991 coin reverse  |
| فرنك فرنسي سنة 1991                 |                                   |
|                                     | 5 Belgian franc 1994 coin reverse |
| 5 فرنكات بلجيكية سنة 1994           |                                   |
|                                     |                                   |
| فرنك لوكسمبورغي سنة 1990            |                                   |
| 1 Monaco franc 1978 coin obverse    | 1 Monaco franc 1978 coin reverse  |
| فرنك موناكو سنة 1978                |                                   |
| 100 Saar francs reverse and obverse |                                   |
| 100 فرنك سار سنة 1956               |                                   |

الفَرَنْك (بالفرنسية: Franc)‏ هي عملة نقدية استُخدمت أولاً في فرنسا، ثم بعد ذلك في عدة دول أخرى. وهي مقسمة إلى 100 سنتيم.
استمرّ تداول الفرنك الفرنسي حتى اعتماد اليورو في عام 1999 (2002 بحكم الأمر الواقع). ويعتبر الفرنك السويسري من العملات الرئيسية في العالم اليوم بسبب بروز المؤسسات المالية السويسرية. يقال إن الاسم مشتق من النقش اللاتيني (francorum rex)، المستخدم في العملات المعدنية الفرنسية المبكرة وحتى القرن الثامن عشر.
تشمل البلدان التي تستخدم الفرنك كُلاّ من سويسرا وليختنشتاين ومعظم البلدان الأفريقية الناطقة بالفرنسية. قبل إدخال اليورو، تم استخدام الفرنك أيضًا في فرنسا وبلجيكا ولوكسمبورغ، بينما قبلت أندورا وموناكو الفرنك الفرنسي كعملة قانونية (فرنك موناكو). كما تم استخدام الفرنك داخل مستعمرات الإمبراطورية الفرنسية، بما في ذلك الجزائر وكمبوديا.
كان رمز الفرنك الفرنسي (F) أو (Fr)؛ تم اقتراح الرمز (₣) في فرنسا من قبل رئيس الوزراء إدوار بالادور، لكنه لم يستخدم أبدًا. لأسباب عملية، استخدمت البنوك والأسواق المالية الاختصار (FF) للفرنك الفرنسي لتمييزه عن الفرنك البلجيكي (FB)، والفرنك اللوكسمبورغي (FL أو FLux)، وما إلى ذلك. في اللغة اللوكسمبورغية، كلمة فرنك هي (Frang)، وصيغة الجمع هي (Frangen).

## تاريخ
كان الفرنك في الأصل عملة ذهبية فرنسية بوزن 3.87 جرام، تم سكّها عام 1360 بمناسبة إطلاق سراح الملك جان الثاني، الذي احتفظ به الإنجليز منذ أسره في معركة بواتييه قبل أربع سنوات.

### الفرنك الفرنسي

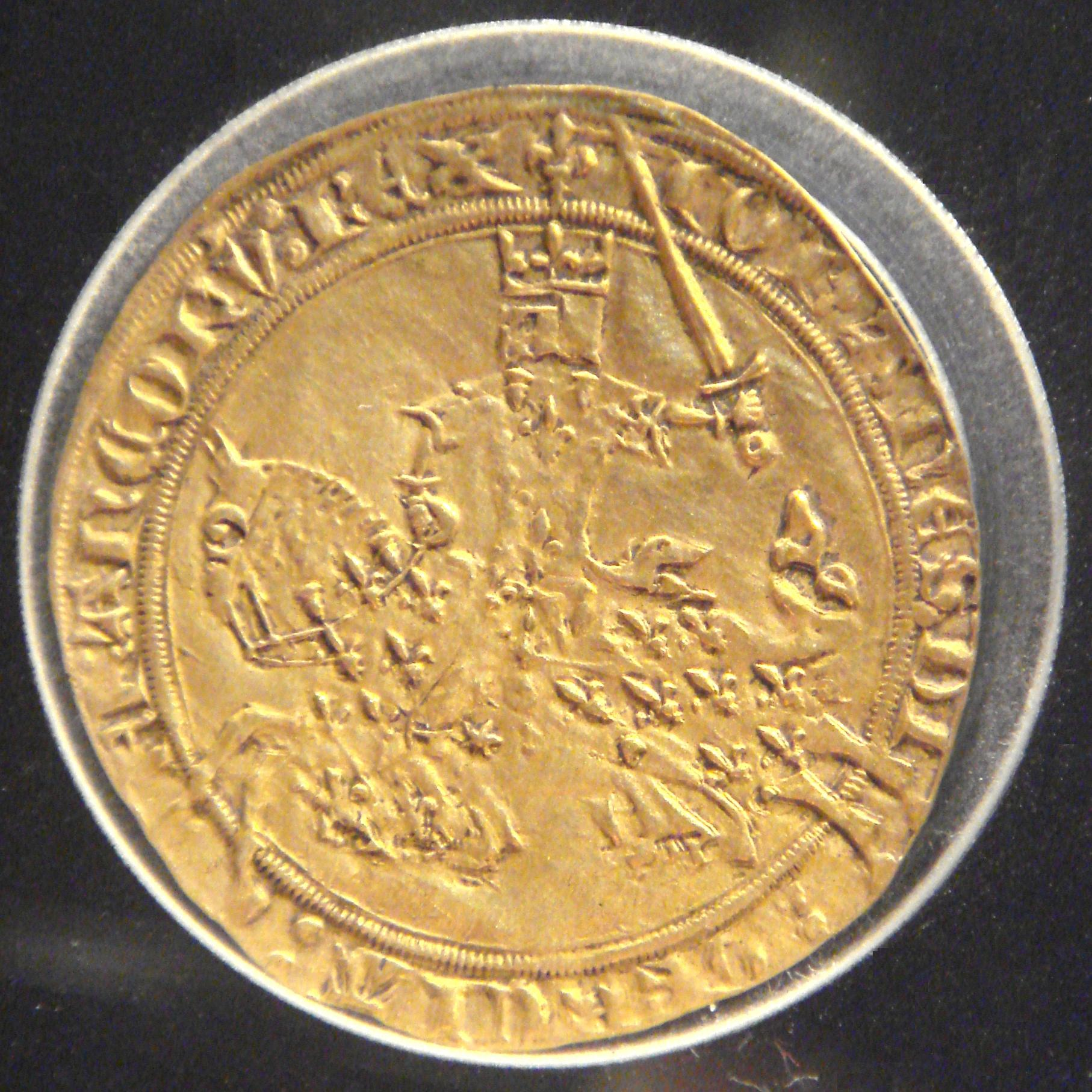
فرنك آشوفال (franc à cheval) هو أول فرنك تم سكّه، استُعمِل من الذهب ذو 24 عيار، ووزنه 3.88 غرامات. وقد أُصدر لتمويل فدية الملك الملك جان الثاني، عند عودته من الأسر في 5 ديسمبر 1360.

كان الفرنك الفرنسي في الأصل عملة ذهبية مُتداولة في فرنسا من عام 1360 حتى عام 1380، ثم عملة فضية صدرت بين عامي 1575 و1641. أصبح الفرنك أخيرًا العملة الوطنية من عام 1795 حتى عام 1999 (استمرّ تداولها قانونيا حتى عام 2002). على الرغم من أن لويس الثالث ألغى العمل بها قانونيا في عام 1641 لصالح عملة لويس الذهبية والعملة الفضية (écu)، استمرّ استخدام مصطلح الفرنك في العامية لجنية تورنوا. كما تم سكّ الفرنك للعديد من المستعمرات الفرنسية السابقة، مثل المغرب والجزائر وغرب أفريقيا الفرنسي وغيرها. اليوم، بعد الاستقلال، تواصل العديد من هذه البلدان استخدام الفرنك.
تم قفل قيمة الفرنك الفرنسي لليورو عند (1 يورو = 6.55957 فرنك فرنسي) في 31 ديسمبر 1998، وبعد إدخال اليورو الورقية والمعدنية، توقّف اعتبارها عملة قانونية بعد 28 فبراير 2002، على الرغم من أنها كانت لا تزال قابلة للاستبدال في البنوك حتى 19 فبراير 2012.

## الفرنك الأفريقي وفرنك س ف ب
تستخدم أربعة عشر دولة أفريقية الفرنك الأفريقي، سنة 1945 كان بقيمة 1.7 فرنك فرنسي، ثم من عام 1948 أصبح بقيمة 2 فرنك، ولكن بعد يناير 1994 بلغت قيمته 0.01 فرنك فرنسي فقط. لذلك، اعتبارًا من يناير 1999، فإن 1 فرنك أفريقي يعادل 0.00152449 يورو. في 22 ديسمبر 2019، أُعلن أنه سيتم استبدال الفرنك الأفريقي في عام 2020 بعملة مستقلة تسمى إيكو (Eco).
يتم تداول فرنك س ف ب منفصلا في أراضي فرنسا في المحيط الهادئ، بقيمة 0.0084 يورو (0.055 فرنك فرنسي سابقًا).

## فرنك جزر القمر
في عام 1981، أقامت جزر القمر اتفاقًا مع الحكومة الفرنسية على غرار الفرنك الفرنسي. في الأصل، كان 50 فرنك قمري يساوي 1 فرنك فرنسي. في يناير 1994، تم تغيير السعر إلى 75 فرنك قمري للفرنك الفرنسي. منذ عام 1999، تم ربط العملة باليورو.

## الفرنك السويسري وفرنك ليختنشتاين
الفرنك السويسري (رمز أيزو 4217)، الذي ارتفعت قيمته بشكل كبير مقابل العملة الأوروبية الجديدة من أبريل إلى سبتمبر 2000، لا يزال أحد أقوى العملات في العالم، حيث تبلغ قيمته اليوم حوالي خمسة أسداس اليورو. يستخدم الفرنك السويسري في سويسرا وليختنشتاين. تحتفظ ليختنشتاين بالقدرة على سك عملتها الخاصة (فرنك ليختنشتاين)، حيث تقوم بذلك من وقت لآخر لأغراض تذكارية أو طارئة.
تم العثور على اسم الدولة «الاتحاد السويسري» على بعض العملات في اللاتينية (Confoederatio Helvetica)، حيث يوجد في سويسرا أربع لغات رسمية، وكلها مستخدمة في الأوراق النقدية. يتم اختصار التسمية (Fr) على العملات وهو الاختصار في اللغات الأربع.

## فرنك سار
تم تقديم فرنك سار (Saar franc)، المرتبط بالفرنك الفرنسي، في محمية سار في عام 1948. في 1 يناير 1957، انضمت المنطقة إلى ألمانيا الغربية، ومع ذلك، في سارلاند، استمر ّفرنك سار في التدوال حتى 6 يوليو 1959.
اسم فرنك سار باللغة الألمانية، اللغة الرسمية الرئيسية في المحمية. تم تداول العملات المعدنية التي تعرض النقوش الألمانية وشعار النبالة للمحمية واستخدامها مع الفرنكات الفرنسية. كأوراق ورقية، لم توجد سوى أوراق الفرنك الفرنسي.

## الدول التي تستخدم الفرنك

### البلدان التي تستخدم الفرنك حاليًا
| الدولة                      | العملة          | رمز أيزو 4217 |
| --------------------------- | --------------- | ------------- |
| بنين                        | فرنك غرب أفريقي | XOF           |
| بوركينا فاسو                | فرنك غرب أفريقي | XOF           |
| بوروندي                     | فرنك بوروندي    | BIF           |
| الكاميرون                   | فرنك وسط أفريقي | XAF           |
| جمهورية إفريقيا الوسطى      | فرنك وسط أفريقي | XAF           |
| تشاد                        | فرنك وسط أفريقي | XAF           |
| جمهورية الكونغو             | فرنك وسط أفريقي | XAF           |
| جمهورية الكونغو الديمقراطية | فرنك كونغولي    | CDF           |
| جزر القمر                   | فرنك قمري       | KMF           |
| ساحل العاج                  | فرنك غرب أفريقي | XOF           |
| جيبوتي                      | فرنك جيبوتي     | DJF           |
| غينيا الاستوائية            | فرنك وسط أفريقي | XAF           |
| الغابون                     | فرنك وسط أفريقي | XAF           |
| غينيا                       | فرنك غيني       | GNF           |
| غينيا بيساو                 | فرنك غرب أفريقي | XOF           |
| ليختنشتاين                  | فرنك سويسري     | CHF           |
| مالي                        | فرنك غرب أفريقي | XOF           |
| النيجر                      | فرنك غرب أفريقي | XOF           |
| رواندا                      | فرنك رواندي     | RWF           |
| السنغال                     | فرنك غرب أفريقي | XOF           |
| سويسرا                      | فرنك سويسري     | CHF           |
| توغو                        | فرنك غرب أفريقي | XOF           |

### سابقا
| البلدان   | العملة السابقة                     | العملة الحالية  | بداية مِن |
| --------- | ---------------------------------- | --------------- | -------- |
| الجزائر   | الفرنك الجزائري                    | دينار جزائري    | 1964     |
| أندورا    | الفرنك الفرنسي وبيزيتا إسبانية     | اليورو          | 2002     |
| بلجيكا    | فرنك بلجيكي                        | اليورو          | 2002     |
| فرنسا     | الفرنك الفرنسي                     | اليورو          | 2002     |
| لوكسمبورغ | فرنك لوكسمبورغي                    | اليورو          | 2002     |
| مدغشقر    | فرنك مدغشقري                       | أرياري مدغشقري  | 2005     |
| موريتانيا | فرنك أفريقي                        | أوقية موريتانية | 1973     |
| موناكو    | الفرنك الفرنسي                     | اليورو          | 2002     |
| المغرب    | فرنك مغربي                         | درهم مغربي      | 1960     |
| سار       | فرنك سار (استُخدم من 1947 إلى 1959) | مارك ألماني     | 1959     |
| تونس      | فرنك تونسي                         | دينار تونسي     | 1958     |